# Череповський Євгеній Миколайович
Євгеній Миколайович Череповський (17 жовтня 1934 , Харків  — 12 липня 1994 , Львів ) — український раданський фехтувальник на шаблях, бронзовий призер Олімпійських ігор, призер чемпіонатів світу.

## Життєпис
Народився 17 жовтня 1934 року в Харкові. Згодом переїхав до Львова, тренуючись у Вадима Андрієвського, представляючи клуб «Буревісник». Навчався у Львівському державному університеті фізичної культури.
У 1955 році виграв бронзову медаль чемпіонату світу в командній шаблі. У 1956 році виступив на Олімпійських іграх у Мельбурні. У чвертьфінальній групі особистих змагань здобув три перемоги та зазнав три поразки. Він посів третє місце у групі, але був змушений провести ще два поєдинки у міні-групі (1 перемога, 1 поразка), для того щоб вийти у півфінальний етап. У наступному груповому етапі здобув три перемоги та зазнав чотирьох поразок, посівши підсумкове п'яте місце та завершивши змагання. У командних змаганнях збірна СРСР зуміла виграти бронзову медаль.
Протягом наступного олімпійського циклу виграв срібну (1957 рік) та бронзову (1959) медалі чемпіонатів світу в командній шаблі. На Олімпійських іграх 1960 року в Римі виступив лише у командних змаганнях, але радянська збірна поступилася у чвертьфіналі збірній США.
У 1961 році виграв срібну медаль чемпіонату світу в командній шаблі.
Помер 12 липня 1994 року. Був похований на Личаківському цвинтарі.